# V 사인

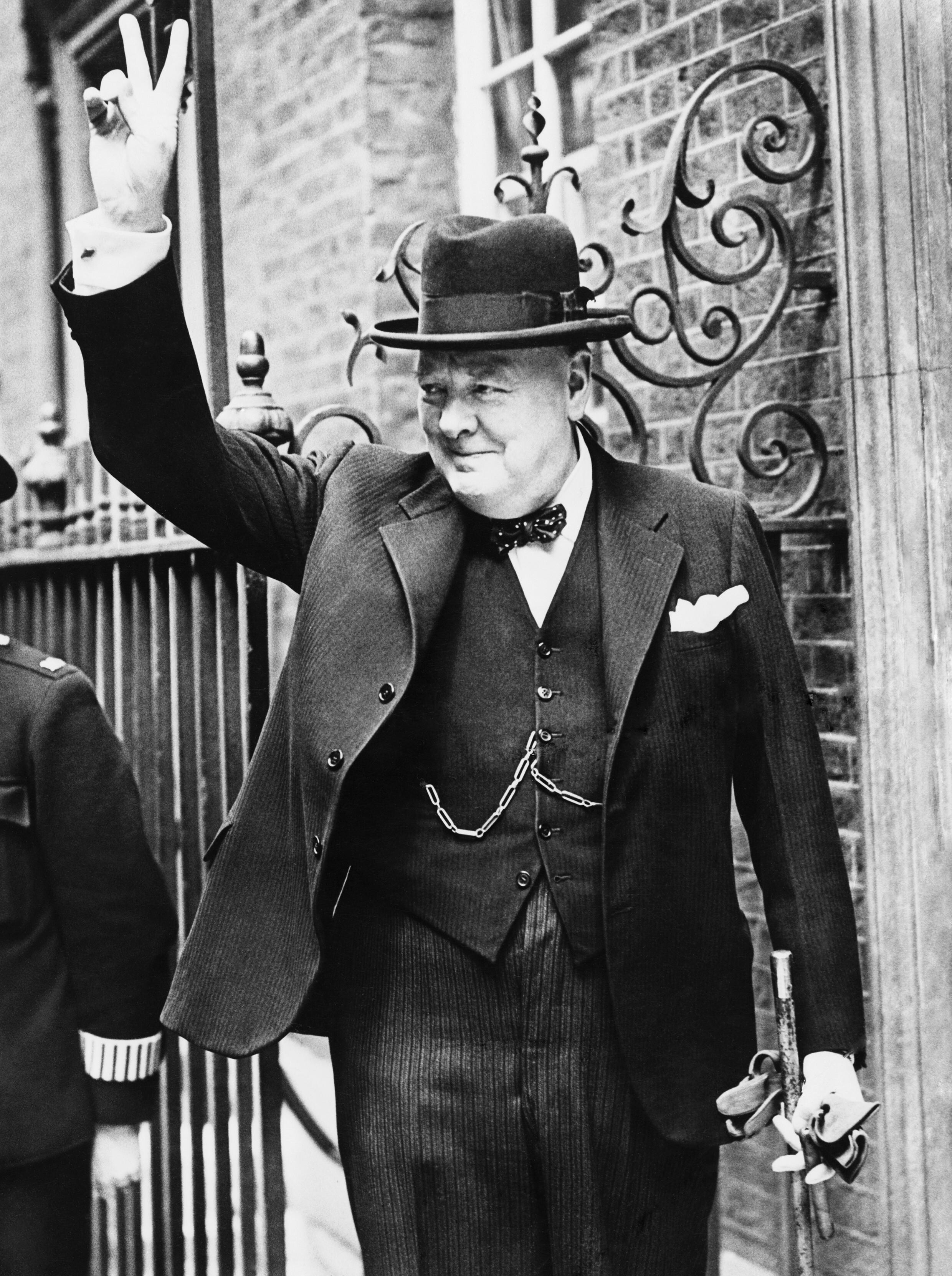
처칠의 V 사인

V 사인(V sign)은 손으로 하는 제스처로, 승리하거나 사진 찍을 때 주로 사용한다. 영국, 아일랜드, 오스트레일리아, 뉴질랜드에서는 손을 반대로 하면 욕설이 되므로 주의해야 한다.

## 같이 보기
- 가운뎃손가락 (제스처)